# Gericht (Speise)
Ein Gericht (oder Essen, Speise) ist die nach den Regeln der Kochkunst aus Zutaten zubereitete Nahrung für Menschen.

## Allgemeines
Ein Gericht bzw. eine Speise sind Küchenerzeugnisse, die aus Speisenteilen bestehen. Speisenteile sind Küchenerzeugnisse, die nicht selbständig serviert werden (z B. Suppeneinlagen). Die Bezeichnungen Gericht und Speise werden in der Umgangssprache gleichbedeutend verwendet, jedoch ist eine Speise ein selbständiges Küchenerzeugnis, das einzeln serviert werden kann (z B. eine Suppe), während ein Gericht eine Kombination verschiedener Speisenteile ist  (z B. Kalbsleber mit Zwiebelringen).

## Wortherkunft
Das Wort „Gericht“ bildete sich im 13. Jahrhundert von richten im Sinne von „anrichten“, „herrichten“. Hiermit wurde der Vorgang der Zubereitung beschrieben. Das Wort Speise stammt wohl aus lateinisch species („Art“, „Gestalt“, spätlateinisch auch „Gewürz“; hieraus abgeleitet ist die „Spezerei“) als ein „aus verschiedenen Bestandteilen zubereitetes Gemisch“. Eine andere Auffassung führt „Speise“ auf das Wort „Aufwand“ (lateinisch (ex)spensa) zurück, das heute noch im Wort Spesen vorkommt.

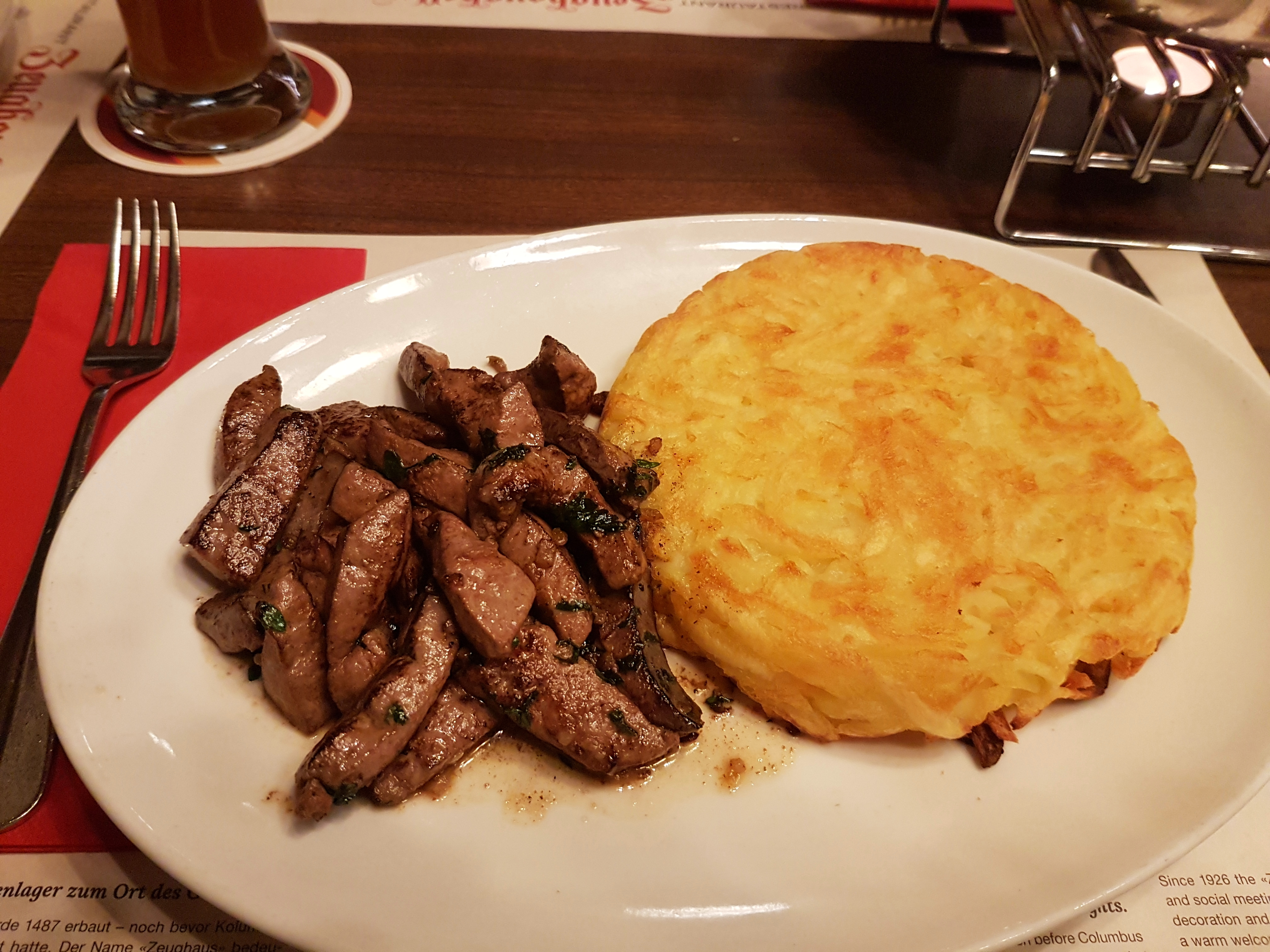
Geschnetzelte Kalbsleber mit Rösti – ein Schweizer Gericht.

## Arten
Für die Speisenfolge abgeleitete Begriffe sind Vorspeisen, die dem Hauptgericht als zentraler Bestandteil eines mehrgängigen Menüs vorausgehen, und Nachspeisen. Ferner gibt es das Nationalgericht als typisches „Lieblingsgericht“ eines Landes, das auch als Kosename für dessen Bewohner verwendet wird (z. B. „Krauts“ von Sauerkraut von Briten für Deutsche oder „Spaghettis“ von Deutschen für Italiener), oder das Tellergericht als ein Gericht, das portioniert auf einem Teller serviert wird. Das „Stammgericht“ oder „Stammessen“ bezeichnet ein ständig angebotenes Gericht in einer Gaststätte, also die Spezialität des Hauses, im Unterschied zum wechselnden „Tagesgericht“. „Mein Stammgericht“ wird oft für das persönliche „Lieblingsgericht“ (Leibgericht) verwendet. Aufwendig dekorierte Schaugerichte dienten vor allem repräsentativen Zwecken. Sie waren im Alten Rom, in der Renaissance und im Barock beliebt, z. B. als große Braten von ganzen Tieren, in denen mehrere, immer kleinere, steckten oder aus deren Bauch beim Tranchieren Singvögel flatterten.
Im europäisch geprägten Kulturraum gibt es meist drei Mahlzeiten täglich. Diese sind Frühstück, Mittagessen und Abendessen, je nach Region auch Abendbrot genannt.
Nach dem Hauptanteil bestimmter Zutaten gibt es Eierspeisen, Fleischgerichte, Mehlspeisen, Süßspeisen; nach der Speisetemperatur unterscheidet man kalte Küche oder Warmspeisen.
Gerichte bzw. Mahlzeiten, die lediglich der „Abfütterung“ von (etwa soldatischen) Gemeinschaften mit Nahrung dienen, werden oft als „Fraß“ bezeichnet.

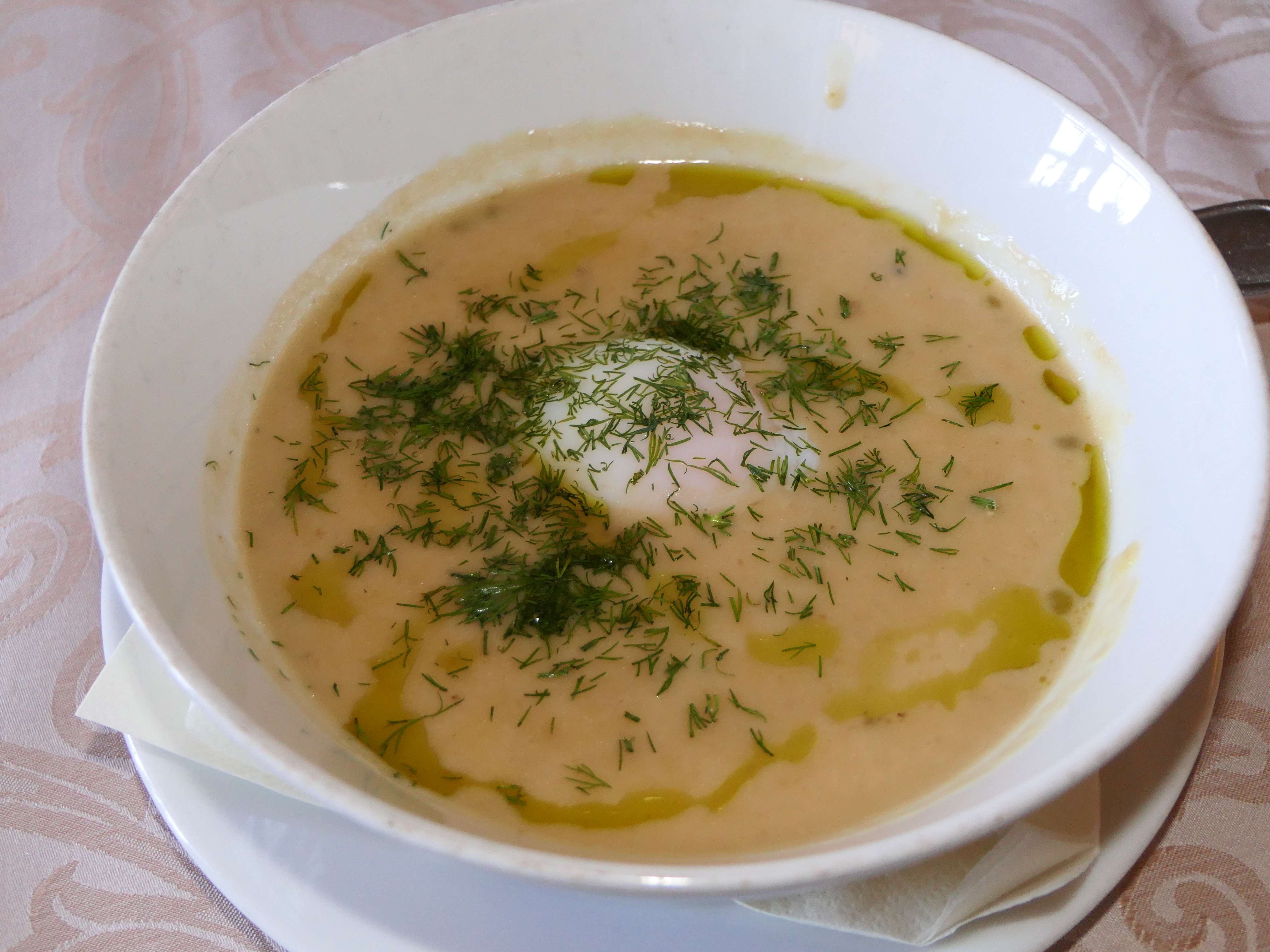
Kulajda-Suppe – ein Gericht aus der böhmischen Küche

## Internationale Küche
Die internationale Küche ist dadurch gekennzeichnet, dass viele Speisen und Gerichte aus Nationalküchen übernommen werden. Die überwiegend nach Kochrezept gekochten Mahlzeiten lassen sich wie folgt kategorisieren:
- Nach Herkunftsbezeichnung: beispielsweise Irish Stew, Königsberger Klopse, Leipziger Allerlei, Nizza-Salat, Pariser Schnitzel, Pekingente, Rheinischer Sauerbraten, Salzburger Nockerln, Serbische Bohnensuppe, Thüringer Rostbratwurst, Wiener Schnitzel, Yorkshire Pudding, Zürcher Geschnetzeltes oder
- Kochrezepte mit einem feststehenden internationalen Speisenamen: beispielsweise Bœuf Stroganoff, Borschtsch, Caesar Salad, Chateaubriand, Fürst-Pückler-Torte, Gulasch, Himmel und Erde, Involtini alla siciliana, Jägerschnitzel, Omelett, Paella, Poule au pot, Roulade, Waldorfsalat, Zigeunerschnitzel, Zwiebelsuppe.

## Begriffe Essen und Speise im 19. Jahrhundert
Das Essen ist eine schon zubereitete Speise, welche sogleich gegessen werden kann. Unter einer Speise wurden auch solche essbaren Dinge verstanden, die noch roh sind und erst zubereitet werden müssen (wie zum Beispiel Gemüse).